# トリック・オブ・ザ・テイル
『トリック・オブ・ザ・テイル』（原題：A Trick of the Tail）は、イギリスのプログレッシブ・ロック・バンド、ジェネシスが1976年に発表した7作目のスタジオ・アルバム。ピーター・ガブリエルの脱退に伴い、4人編成で制作された最初のアルバムである。

## 背景
ピーター・ガブリエル脱退後、バンドは解散やインストゥルメンタル・バンドへの転身も考えたといわれているが、ドラマーのフィル・コリンズがリード・ボーカルを取る形で「スコンク」をレコーディングしたところ、他の曲もコリンズが歌うことになった。ただし、本作に伴うツアーではコリンズがリード・ボーカリストを務めるようになった関係から、ビル・ブルーフォードがサポート・ドラマーとして参加した。
エルトン・ジョンの作品でキーボード演奏やエンジニアを務めてきたデヴィッド・ヘンツェルが、プロデュースとエンジニアで参加しており、ヘンツェルは以後『デューク』（1980年）までのアルバムをバンドと共同プロデュースした。ジャケット・デザインはコリン・エルジーとヒプノシスが手がけた。
メンバーのスティーヴ・ハケットは、1996年に発表したソロ・アルバム『ジェネシス・リヴィジテッド』（1996年）に「ダンス・オン・ア・ヴォルケーノ」と「ロス・エンドス」のセルフ・カヴァーを収録している。

## 反響
全英アルバムチャートでは最高3位に達し、39週チャート・インするヒットを記録した。アメリカのBillboard 200では31位に達し、初のトップ40入りを果たした。

## 収録曲
1. 「ダンス・オン・ア・ヴォルケーノ」 - "Dance on a Volcano" (フィル・コリンズ、スティーヴ・ハケット、マイク・ラザフォード、トニー・バンクス) - 5:57
2. 「エンタングルド（旧邦題　からまり）」 - "Entangled" (ハケット、バンクス) - 6:27
3. 「スコンク」 - "Squonk" (ラザフォード、バンクス) - 6:30
4. 「マッド・マン・ムーン」 - "Mad Man Moon" (バンクス) - 7:35
5. 「ロベリー、アソールト&バッテリー」 - "Robbery, Assault and Battery" (コリンズ、バンクス) - 6:18
6. 「リプルス（旧邦題 さざなみ）」 - "Ripples..." (ラザフォード、バンクス) - 8:05
7. 「ア・トリック・オブ・ザ・テイル」 - "A Trick of the Tail" (バンクス) - 4:35
8. 「ロス・エンドス」 - "Los Endos" (コリンズ、ハケット、ラザフォード、バンクス) - 5:52

## カヴァー
- ダンス・オン・ア・ヴォルケーノ
  - メコン・デルタ - アルバム『カレイドスコープ』（1992年）に収録[11]。
- ロス・エンドス
  - パトリック・モラーツ&ロニー・シアゴ - トリビュート・アルバム『A Tribute to Genesis - The Fox Lies Down』（1998年）に提供[12]。

## 参加ミュージシャン
- フィル・コリンズ - ボーカル、ドラムス、パーカッション
- スティーヴ・ハケット - エレクトリックギター、12弦ギター
- マイク・ラザフォード - ベース、ベース・ペダル、12弦ギター
- トニー・バンクス - ピアノ、シンセサイザー、オルガン、メロトロン、12弦ギター、バッキング・ボーカル